# Phyllanthus dealbatus
Phyllanthus dealbatus är en emblikaväxtart som beskrevs av Arthur Hugh Garfit Alston. Phyllanthus dealbatus ingår i släktet Phyllanthus och familjen emblikaväxter.
Artens utbredningsområde är Sri Lanka. Inga underarter finns listade i Catalogue of Life.